# Theodor Oelsner
Theodor Oelsner (* 5. August 1822 in Breslau; † 20. März 1875 ebenda) war ein deutscher Redakteur und Schriftsteller.

## Leben
Als Sohn eines Oberlehrers geboren, ging Oelsner auf das Breslauer Gymnasium und studierte Philosophie in Breslau. Während seines Studiums wurde er 1843 Mitglied der Burschenschaft Raczeks. Auch gehörte er zu den Mitbegründern des Breslauer Handwerkervereins.
Von 1861 bis 1875 war er als Herausgeber und Chefredakteur der Schlesischen Provinzialblätter tätig.
Er war Altliberaler und später Mitglied der Nationalliberalen Partei. Er war mit Hermann Schulze-Delitzsch befreundet.

## Veröffentlichungen (Auswahl)
- Nur Gut für Blut. Breslau 1866.
- Hurrah! Preussische Zündnadel Lieder, im Tornister mitzunehmen. Oels 1866
- Von dem Schwarzen und dem Weissen: Oesterreich und Preussen; Preussen zum Küssen und Oesterreich zum Zerbeissen. Oels 1866.
- Der Siegeszug der deutschen Idee. Berlin 1870.
- Gedichte. Breslau 1876.